# Jurij Gustinčič
Jurij Gustinčič, slovenski novinar, * 30. avgust 1921, Trst, † 7. junij 2014, Piran.

## Življenje

### Zgodnja mladost (1921–1924)
Jurij Gustinčič se je rodil Dragotinu Gustinčiču in Anici Lokar 30. avgusta 1921 v Trstu. Ker sta bila njegova starša komunista in sta se zavzemala za oboroženo revolucijo po zgledu oktobrske revolucije v Sovjetski zvezi, sta imela veliko težav zaradi pritiskov slovenskih oblasti. Zato so se pogosto selili. Družina je do leta 1922 živela na Vrdeli pri Trstu, se nato za nekaj mesecev preselila v Idrijo in za leto dni na Dunaj ter leta 1924 v Ljubljano. 

### Življenje v Sovjetski zvezi (1932–1944)
Zaradi simpatij do Sovjetske zveze in njenega voditelja Stalina se je družina leta 1932 preselila v Moskvo. Tam je Jurij končal deset razredov skupne osnovne in srednje sovjetske šole. Včlanil se je v organizacijo sovjetske komunistične mladine Komsomol. Leta 1939 je vpisal študij zgodovine. Že pred vojno se je kot sin takrat vodilnega jugoslovanskega komunista zaposlil na Radiu Moskva, ki je pripravljal oddajo tudi v slovenščini. Po prodoru nemške armade pod poveljstvom nacističnega voditelja Adolfa Hitlerja do Moskve so vse ruske študente moskovske univerze napotili na fronto, Jurija in druge otroke tujih in domačih komunističnih funkcionarjev pa evakuirali v Ašhabad, glavno mesto Turkmenistana. Od tam je bil Jurij poslan v Gruzijo in v Tbilisiju je ponovno delal za Radio Moskva. Leta 1944 se je kot prostovoljec javil v jugoslovansko brigado v Rdeči armadi. Kot člana Komunistične partije so Jurija imenovali na mesto politkomisarja. Njegov bataljon je bil iz Moskve poslan v Romunijo. Iz Bukarešte so jih napotili v Srbijo. Po osvboditvi Beograda se je nastanil v srbski prestolnici. 

### Politična kariera
Po vojni je njegov oče Dragotin postal visoki državni in partijski funkcionar. Jurij je dobil državno službo in bil jeseni 1945 poslan v London kot tolmač za ruščino v jugoslovanski delegaciji na konferenci velikih sil, ko so razpravljali o tržaškem vprašanju. Da bi končal študij, se je leta 1946 vrnil v Moskvo, a študija ni končal. V Moskvi je delal za Borisa Ziherla, tamkajšnjega predstavnika Centralnega komiteja Komunistične partije Jugoslavije. Leta 1948 je z resolucijo Informbiroja prišlo do spora med Stalinom in Titom. Jurij se je zato vrnil iz Moskve v Beograd. V letih 1948–1951 so ga v Zveznem sekretariatu za informiranje zaposlili kot načelnika oddelka Agitpropa za zunanjepolitično propagando.

### Novinarska kariera
Glavni urednik beograjskega dnevnika Politika je leta 1951 zaposlil Gustinčiča kot novinarja zunanjepolitične redakcije. Leta 1955 so ga za devet let poslali za dopisnika v London. Iz Velike Britanije je pošiljal zgodbe iz zasebnega življenja britanskih politikov, kar je bilo v komunistični Jugoslaviji novost, saj mediji takrat o zasebnem življenju politikov niso poročali. V Srbiji se je poročil in leta 1963 se mu je rodil sin Andrej Gustinčič. Leta 1967 je poročal iz Grčije, Turčije, Cipra in Izraela. Leta 1968 je bil eden od desetih jugoslovanskih novinarjev, ki so poročali o invaziji sovjetskih sil na Češkoslovaško. Gustinčič je iz Prage poročal tudi za RTV Beograd in RTV Ljubljana. Leta 1969 so ga kot dopisnika Politike poslali v New York, kjer je preživel 13 let. Po vrnitvi iz ZDA se je v osemdesetih letih iz Beograda preselil v Ljubljano in se zaposlil na RTV Ljubljana. Deloval je kot politični komentator in voditelj zunanjepolitičnih oddaj. Leta 1985 se je upokojil, vendar je v drugi polovici osemdesetih let nadaljeval s predstavljanjem političnih komentarjev na RTV Ljubljana ter s pisanjem za srbski tednik Vreme in za hrvaški dnevnik Slobodna Dalmacija. Leta 1988 so mu podelili najvišjo jugoslovansko novinarsko nagrado Moše Pijadeja. Od leta 1995 je pisal tudi komentarje za slovenski tednik Mladina.
Bil je eden izmed 571 podpisnikov Peticije zoper cenzuro in politične pritiske na novinarje v Sloveniji.

## Priznanja, nagrade in odlikovanja

### Priznanje
Jurij Gustinčič je postal častni član mesta Ljubljana na mestni praznik osvoboditve Ljubljane 9. maja 2013.